# ジュリアード音楽院
ジュリアード音楽院（ジュリアードおんがくいん The Julliard School）は、アメリカ合衆国ニューヨーク州ニューヨーク市に本部を置く私立の音楽学校。1905年設立。

## 概要
「スクール」の名称をとるが学部課程（音楽・舞踊・演劇）と修士課程（音楽）をもつ大学組織でもあり、現在は隣接するリンカーン・センターの専門教育部門を担う。校名は創設初期（1920年）に巨額の遺産を寄付した資産家、ジュリアードの名にちなむ。2023年時点で約1400名の学生が学ぶ。
第二次大戦後にヨーロッパから著名な音楽家・舞踊家を教師として受け入れ、クラシック音楽からジャズやポップスまで、戦後のアメリカ、ことにニューヨークを世界的な音楽の舞台へ引き上げるのに大きく貢献した。クラシックでは伝説的なバイオリン教師として知られたドロシー・ディレイのもと、ギル・シャハムやサラ・チャン、五嶋みどりなど世界的なソリストが育っている。長く世界的なカルテットとして活動したジュリアード弦楽四重奏団も、結成時は本校の教員らによるグループだった。またメトロポリタン歌劇場とはジェームズ・レヴァインが常任指揮者に就任していたころ関係を深め、音楽科の修了制作として行われる学生たちのオペラ上演でレヴァインらの目にとまり、幾人もの歌手が歌劇場へ抜擢されるようになった。
後述のように1969年に「The Juilliard School of Music」から「The Juilliard School」に名称が変更されているが、日本ではジュリアード音楽院、あるいは単にジュリアードと呼ぶのが一般的である。
学部課程の合格率は近年10〜11％と難関で、QS世界大学ランキングのパフォーミング・アーツ部門で世界第5位。

## 沿革

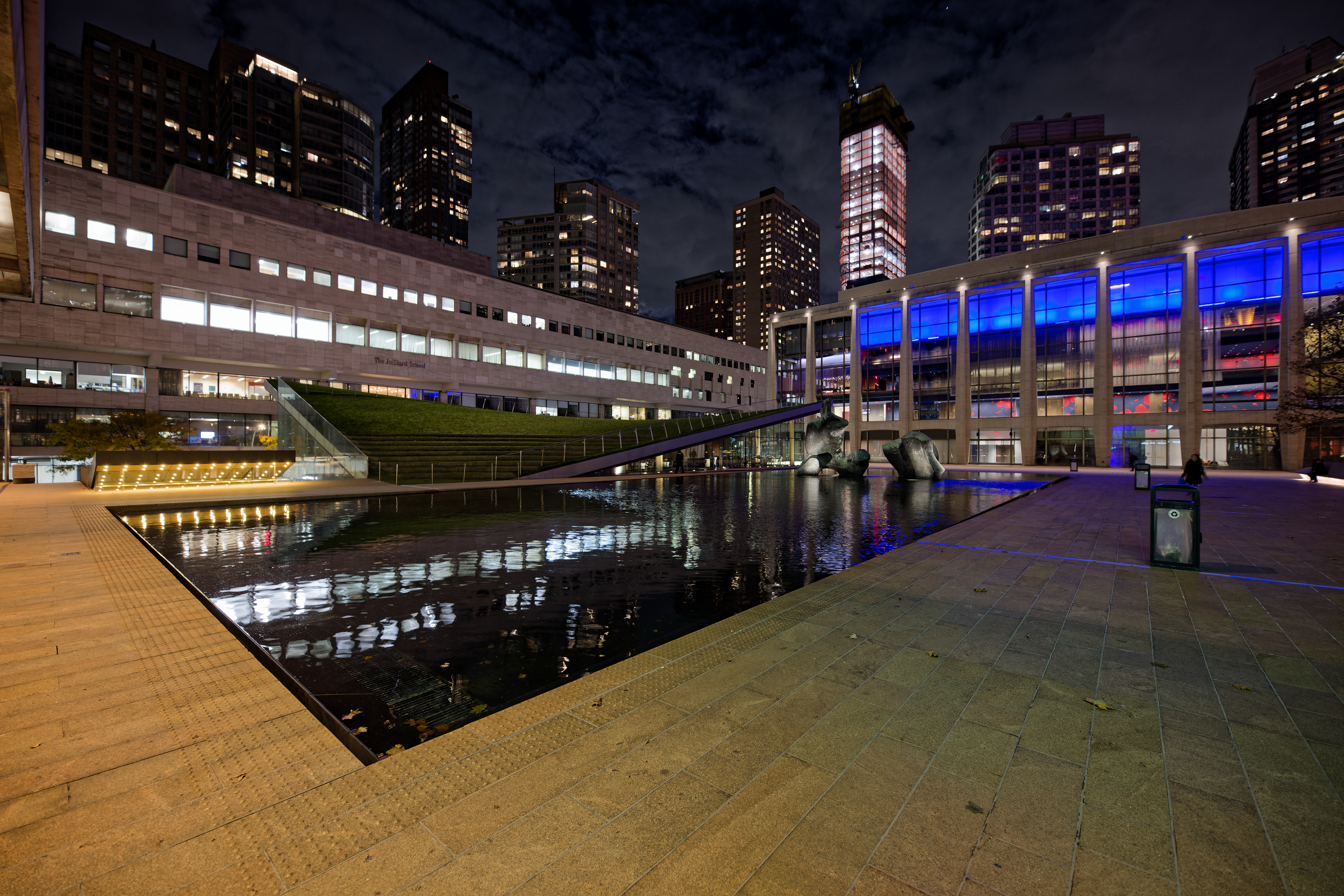
リンカーンセンターの一角（2023年）。左側の建物がジュリアード音楽院。右奥のライトアップされている建物はニューヨーク・フィルハーモニック本拠地のデビッド・ゲッフェン・ホール。

- 1905年、フランク・ダムロッシュと友人のジェームズ・ローブがヨーロッパから著名な音楽家を集め音楽芸術研究所（The Institute of Musical Art）を創立する。
- 1924年、オーガスタス・ジュリアードの遺産によって音楽家が無料で学ぶことができる大学院（The Graduate School）が創立される。
- 1926年、上記の2校が合併しジュリアード音楽院（The Juilliard School of Music）となる。
- 1951年、舞踊部門開設。
- 1968年、演劇部門開設。
- 1969年、リンカーンセンターへの移転とともに名称をジュリアード学校（The Juilliard School）とした。これは、舞踊部門、演劇部門の開設により、音楽院という名称がふさわしくなくなったためである。
- 2001年、ジャズ科開設。
- 2006年、iTunes Storeの楽曲ダウンロード10億達成記念として、10億曲目をダウンロードしたAlex Ostrovskyの名前を冠した奨学金制度が創設された。

ジュリアード学校構内にはベートーヴェン、モーツァルト、バッハといった名だたる作曲家たちの直筆楽譜が寄贈されており、なかにはベートーヴェンの第九（直筆ではなく筆写スコア）も含まれる。

## 学部・学科
舞踊 (Dance)、演劇 (Drama)、音楽(Music)の３つの部門からなる。舞踊部門はウィリアム・シューマンにより、1951年に設立された。学士（Bachelor of Fine Arts）またはディプロマの学位を取得できる。演劇部門は俳優のジョン・ヒュースマンとミッチェル・サン・デニスによって1968年に設立された。学士（Bachelor of Fine Arts）、ディプロマ、修士（Master of Fine Arts）の学位を取得できる。ジェームズ・ホートンが学部長となる2006年までは、2年目に（カリキュラムは4年間）最大で3分の1の生徒を成績下位から順に退学させるという「カット・システム」があった。
音楽部門はジュリアードの中で最大の学部で、取得できる学位は博士 (DMA: Doctor of Musical Arts）から準学士 (Undergraduate Diploma) まで専攻によって異なる。2023年時点で以下の専攻科がある。
- 器楽演奏 (Instruments)：金管・ピアノ伴奏・ギター・ハープ・オルガン・パーカッション・ピアノ・弦楽・木管
- 古楽器演奏 (Historical Performance)
- 声楽 (Vocal Arts)
- ジャズ部門 (Jazz Studies）
- 作曲 (Composition)
- 指揮 (Conducting)
- 音楽教育法 (Classroom Departments）

音楽部門に所属する学生は、在学中から積極的に学外で演奏することを奨励されており、学生らへの演奏依頼を仲介するエージェント機能を学校側が担っているほか、学生らでつくる室内楽・管弦楽団が教員の指導のもとニューヨーク市内でさかんに演奏会を行っている。また早期教育部門 (Preparatory Division）が設けられており、8歳から18歳まで音楽の才能に秀でた生徒を全米から集めたうえ様々に奨学金を準備して大学レベルへつなげる試みを行っている。

## 関連人物
- Category:ジュリアード音楽院出身の人物
- Category:ジュリアード音楽院の教員

## フィクション
ジュリアード音楽院は、名門音楽学校の代表として、映画やテレビドラマなどにたびたび登場する。
- エバーウッド 遥かなるコロラド - 主人公の長男エフラム（グレゴリー・スミス）が受験する。
- 奇跡のシンフォニー - 主人公エヴァン（フレディ・ハイモア）が入学する。
- ロングバケーション (テレビドラマ) - 主人公の音楽教室の教え子の斉藤貴子（広末涼子）が留学する。
- 先生のお気に入り - 神長仁（陣内孝則）の出身校。
- イフ・アイ・ステイ - 主人公のミア（クロエ・モレッツ）が目指し、合格した学校
- レオン - 狙撃銃をヴァイオリンケースに隠して持ち運ぶためにヒロイン（ナタリー・ポートマン）がジュリアードの受験生を騙る。

## 関連文献
- ジュディス・コーガン（木村博江訳）『ジュリアードの青春 : 音楽に賭ける若者たち　新装版』（新宿書房、2006）